# ريسيمر
فلافيوس ريسيمر (باللاتينية: Flavius Ricimer) هو جنرال روماني من أصل قوطي سويبي بربري نبيل، ولد في سنة 405 ميلادية كان ابن لملك السويبيين ريتشيلا وحفيد الملك واليا ملك القوط الغربيين من والدته، عمل في إمرة جيش الإمبراطورية الرومانية الغربية عندما كانت قد بدأت بتجنيد البرابرة كجنرالات، أصبح أحد أقوى الجنرالات قوة في الجيش الروماني بعد هزمه للوندال في سنة 456، كان متحالف مع كل من رفاقه الجنرالات ماجوريان وإيغيديوس، وقاموا بخلع أفيتوس ونصبوا ماجوريان كإمبراطور لروما في سنة 457. إختلف فيما بعد كل من ماجوريان وريسيمر، فتحالف ريسيمر مع مجلس الشيوخ الذي كان يعارض تطلعاته وقتل ماجوريان في تورتونا أثناء طريق عودته إلى روما بعد إحدى حملاته ضد الوندال في سنة 461. ولم يكتفي بهذا بل قام بقتل الجنرال إيغيديوس عندما رأى أنه لن ينفذ أوامره، نصب ليبيوس سيفيروس كإمبراطور على روما، لكنه قتله هو الأخر في سنة 465 عندما أحس بخطره على سلطته في روما، بعد قتله لليبيوس أرسل الإمبراطور البيزنطي ليو الأول أنتيميوس ليكون الإمبراطور الجديد على روما، لكنه الأخر تم قتله في يوليو 472 من قبل ريسيمر لشعوره بالخطر من سلطته، بقي ريسيمر الممسك بالسلطة إلى أن مات في أغسطس 472 ولا يعرف سبب وفاته حتى الآن، إلا أن الإمبراطورية الرومانية الغربية سقطت بعد وفاته ب6 سنوات.